# Cranberry Lake, Ontario
Cranberry Lake är en sjö i Kanada.   Den ligger i kommunen Kawartha Lakes och provinsen Ontario, i den sydöstra delen av landet, 270 km väster om huvudstaden Ottawa. Cranberry Lake ligger 256 meter över havet. Arean är 3,2 kvadratkilometer. Den sträcker sig 3,1 kilometer i nord-sydlig riktning, och 2,4 kilometer i öst-västlig riktning.